# Pseudorthocladius lunatus
Pseudorthocladius lunatus är en tvåvingeart som beskrevs av Ole Anton Saether och James E. Sublette 1983. Pseudorthocladius lunatus ingår i släktet Pseudorthocladius och familjen fjädermyggor.
Artens utbredningsområde är Michigan. Inga underarter finns listade i Catalogue of Life.